# Oxycera tibialis
Oxycera tibialis är en tvåvingeart som beskrevs av Meijere 1907. Oxycera tibialis ingår i släktet Oxycera och familjen vapenflugor. Inga underarter finns listade i Catalogue of Life.